# Бейблейд X
«Бейблейд Х» (стилізовано у маюскулі; вимовляється, як «Бейблейд Екс») — манґа та серія іграшок, зроблена на основі Бейблейд-франшизи Takara Tomy. Четверта серія у цій франшизі, серію іграшок Бейблейд Х було запущено 15 липня 2023 року, в той час, як манґу було випущено 15 травня 2023 року у журналі CoroCoro Comic.
Аніме-адаптацією займається студія OLM. Трансляція аніме-серіалу розпочалась з жовтня 2023 на всіх телеканалах мережі TXN. ADK Emotions NY, Inc. та T-Licensing (дочірня компанія Takara Tomy) ліцензуватимуть аніме для англомовних глядачів улітку/восени 2024 року.

## Сюжет
Історія обертається навколо парубка на ім'я Бьорд Кадзамі, що хоче стати професійним бейблейдером. Він прагне потрапити в Професійну лігу, яка проводиться у X-Тауер, де збираються професійні бейблейдери.

## Персонажі

### Головні герої
Екс Куросу (яп. 黒須エクス, Куросу Еккусу) / Kamen X (エックス), Камен Екс
Сейю: Сома Сайто
Колишній учасник Команди Пендраґонс, засновник Команди Персона.
Бьорд Кадзамі (яп. 風見 バード, Казамі Баадо)
Сейю: Шуїчіро Умеда
Колишній лідер Команди Альбатрос Страйкерз і на даний момент учасник Команди Персона який є лідером команди персона (Капітаном)
Мульті Нанайро (яп. 七色 マルチ, Нанайро Маручі)
Сейю: Руріко Ноґучі
Колишня сольна учасниця Команди Рейнбоу і на даний момент учасниця Команди Персона.

### Інші персонажі
Хром Р'югу (яп. 龍宮 クロム, Р'юґу Курому)
Чемпіон про-ліги, блейдер і учасник Команди Пендраґонс.
Такумі Ішіяма (яп. 石山 タクミ, Ішіяма Такумі)
Блейдер і лідер Команди Фаланекс.
Барікі Джіннай (яп. 陣内 バリキ, Джіннай Барікі)
Бейблейдер і член Команди Фаланекс.
Ґенрі Сайо (яп. 左様 ゲンリ, Сайоо Ґенрі)
Бейблейдер і член Команди Фаланекс.
Тайшо (яп. タイショー, Тайшоо)
Колишній блейдер і власник ресторану Комаба Дзуші.
Мейко Мейден (яп. 冥殿 メイコ, Мейден Мейко)
Горнична, що працює у Комаба Дзуші та колишня професійна блейдерка.
Кінґ Манджу (яп. 万獣 キング, Манджуу Кінґу)
Блейдер і лідер Команди Зооґонік.
Тоґуро Окунаґа (яп. 億長 オグロ, Окунаґа Тоґуро)
Бейблейдер і член Команди Зооґонік.

## Медіа

### Манґа
Манґу Beyblade X написали Хомура Кавамото та Хікару Муно, а проілюструвала Посука Демідзу. Його серіалізація почалася в CoroCoro Comic 15 травня 2023 року.
| № | Дата виходу     | ISBN                   |
| --- | --------------- | ---------------------- |
| 1 | 28 вересня 2023 | ISBN 978-4-09-143648-1 |
| \| - 00. «Пролог» \\| プレビュー \\| Purebyū - 01. «X» \\| エックス \\| Ekkusu - 02. «Нанайро» \\| 七色 \\| Nanairo - 03. «Бей-спонсор» \\| ベイスポンサー \\| Beisuponsā - 04. «Зооґанік» \\| ズーガニック \\| Zūganikku \| |                 |                        |
| 2 | 26 січня 2024   | ISBN 978-4-09-143682-5 |
| 3 | 26 липня 2024   | ISBN 978-4-09-149747-5 |
| 4 | 28 жовтня 2024  | ISBN 978-4-09-149816-8 |
| 5 | 28 січня 2025   | ISBN 978-4-09-149877-9 |
| - 00. «Пролог» \| プレビュー \| Purebyū - 01. «X» \| エックス \| Ekkusu - 02. «Нанайро» \| 七色 \| Nanairo - 03. «Бей-спонсор» \| ベイスポンサー \| Beisuponsā - 04. «Зооґанік» \| ズーガニック \| Zūganikku                 |                 |                        |

### Аніме
17 травня 2023 року Такара Томі анонсувала адаптацію аніме-серіалу. Виробництвом аніме займається OLM, а режисером — Соцу Терада під керівництвом Кацухіто Акіями, дизайном персонажів займаються Йошіхіро Наґаморі та Кадзухо Хьодо, який займається композицією серіалу. Опенінг — «Prove» у виконанні One Ok Rock, а ендинг — «Zoom Zoom» у виконанні Aespa.

#### Список серій
| № серії | Назва серії          | Режисер(и) | Сценарист(и)  | Оригінальна дата показу |
| ------- | -------------------- | ---------- | ------------- | ----------------------- |
| 1       | «Х»                  | Фуміо Іто  | Кадзухо Хьодо | 6 жовтня 2023           |
| 2       | «Різнобарвна убивця» | TBA        | TBA           | 13 жовтня 2023          |